# St.-Lukas-Kapelle (Hellmannshofen)
Die Kapelle zum heiligen Lukas (auch: St.-Lukas-Kapelle Hellmannshofen) ist eine kleine Kirche im Gemeindegebiet von Frankenhardt, die 1520 erstmals erwähnt wurde, jedoch wesentlich älter ist. Die Architektur stammt aus der Übergangszeit von Romanik zur Gotik.

## Architektur
Die Kirche im Weiler Hellmannshofen ist ein einschiffiger Turmchorbau, der offenbar in einem Zug erstellt wurden. Das Schiff hat romanische Turmbogenstürze und romanische Rundbogenfenster auf der Südseite. Der Chorbogen ist ebenfalls romanisch. Im Turm wurde ein frühgotisches Spitzbogenfenster eingebaut. Wenn dieses Fenster gleichzeitig mit dem Bau der Kirche entstanden ist, könnte sie um 1220/30 entstanden sein.
Der Fachwerkaufbau des Turms stammt aus dem 16. Jahrhundert. Im Turm befinden sich zwei Glocken mit der Inschrift: „hilf gott und maria, bernhardt Lachamann gos mich“ und der Jahreszahl 1520 sowie „hilf maria, bernhardt lachamann gos mich 1521“. Die Lachamanns waren eine Glockengießerfamilie aus Heilbronn.
An der Wand des Altarraumes gibt es im Putz zwei schlichte Kreuzkartuschen, eine hölzerne Empore zur linken Hand erweitert die Sitzmöglichkeiten und ein Holzkruzifix aus dem 16. Jahrhundert befindet sich in der Kirche.

## Geschichte
Über die Kapelle ist urkundlich kaum etwas bekannt. Sie befindet sich mittlerweile im Eigentum der bürgerlichen Gemeinde Frankenhardt. Früher gehörte sie zur Pfarrei Honhardt und wurde Anfang des 19. Jahrhunderts zu Beginn der württembergischen Zeit profaniert.
Die Oberamtsbeschreibung von 1884 vermerkt lediglich noch, dass die Kapelle ein Asyl gewesen sein soll.
1978 wurde die Kapelle in Hellmannshofen vom vollständigen Zerfall gerettet. Die Gemeinde Frankenhardt renovierte die Kapelle in dieser Zeit mit Unterstützung des Landes grundlegend.
Heute ist die Kirche mit einer Bodenheizung, einem elektrischen Läutewerk und einer noch voll funktionsfähigen wertvollen Turmuhr sowie einem Harmonium ausgestattet.
Sie wird für feierliche Anlässe genutzt (kulturelle Veranstaltungen, Hochzeiten, Taufen) und die Gemeinde nutzt die Kapelle auch für standesamtliche Trauungen.
Die Gemeinde Frankenhardt renovierte die Kapelle 2008 erneut und ließ ein WC-Häuschen errichten.
Altbundespräsident Carstens besuchte einmal einen Gottesdienst in der Kapelle.
Der Schlüssel zur Kapelle für Besichtigungen sowie für das WC-Häuschen ist bei Herrn Wolf im Haus Nr. 7 des Weilers erhältlich.